# L'Oie
L'Oie is een gemeente in het Franse departement Vendée in de regio Pays de la Loire en telt 835 inwoners (1999). De plaats maakt deel uit van het arrondissement La Roche-sur-Yon.

## Geschiedenis
L'Oie en Sainte-Florence vormden samen de gemeente Sainte-Florence-de-l’Oie tot deze in 1895 gesplitst werd. Op 1 januari 2016 gefuseerde L'Oie opnieuw met Sainte-Florence en met de gemeenten Boulogne en Les Essarts tot de commune nouvelle Essarts en Bocage. De fusie werd per 1 januari 2024 weer ongedaan gemaakt, zodat L'Oie weer een zelfstandige gemeente werd.

## Geografie
De oppervlakte van L'Oie bedraagt 14,0 km², de bevolkingsdichtheid is 59,6 inwoners per km².
De onderstaande kaart toont de ligging van L'Oie met de belangrijkste infrastructuur en aangrenzende gemeenten.

## Demografie
Onderstaande figuur toont het verloop van het inwonertal.